# Пищиківське родовище вторинних каолінів
Пищиківське родовище вторинних каолінів (с. Пищики Сквирського району Київської області). Продуктивна товща локалізована в найбільш глибокій частині Тетіїво-Володарсько-Білоцерківській депресії і приурочена до відкладення нижньої крейди (апт-альб).

## Характеристика
Вторинний каолін залягає у вигляді трьох лінз потужністю 0,2-18,4 м, середня потужність кондиційної пачки 4,5 м. Глибина залягання — від 17,6 до 40 м. Каолін ясно-сірого, сірого і жовтувато-сірого кольору складається переважно з каолініту (70-95 %). Переважають високовогнетривкі різновиди з вогнетривкістю 1770 °C і вище. Усадка 17-20 %, водопоглинання 2-8 %. Вміст Al2O3 27-30 % по одній лінзі, по інших — понад 40 %. Розведені запаси по категоріях А+В+С1 становлять 14,8 млн т і С2 — 33,4 млн т. Піщиківське родовище — велика резервна база високоякісної вогнетривкої сировини. Тут може бути побудований кар'єр продуктивністю в 1200 тис. т/рік.